# Irish Coast Guard
La garde-côtière irlandaise fait partie du ministère des Transports de l'Irlande. 
Les principaux rôles de la Garde côtière sont: la sécurité maritime, la recherche et le sauvetage. La région irlandaise de recherche et de sauvetage qui comprend la majeure partie de l'État d'Irlande et certaines parties de l’Irlande du Nord, est la zone relevant de la responsabilité des garde-côtes. Cette zone est bordée par la région britannique de recherche et de sauvetage.

## Opérations

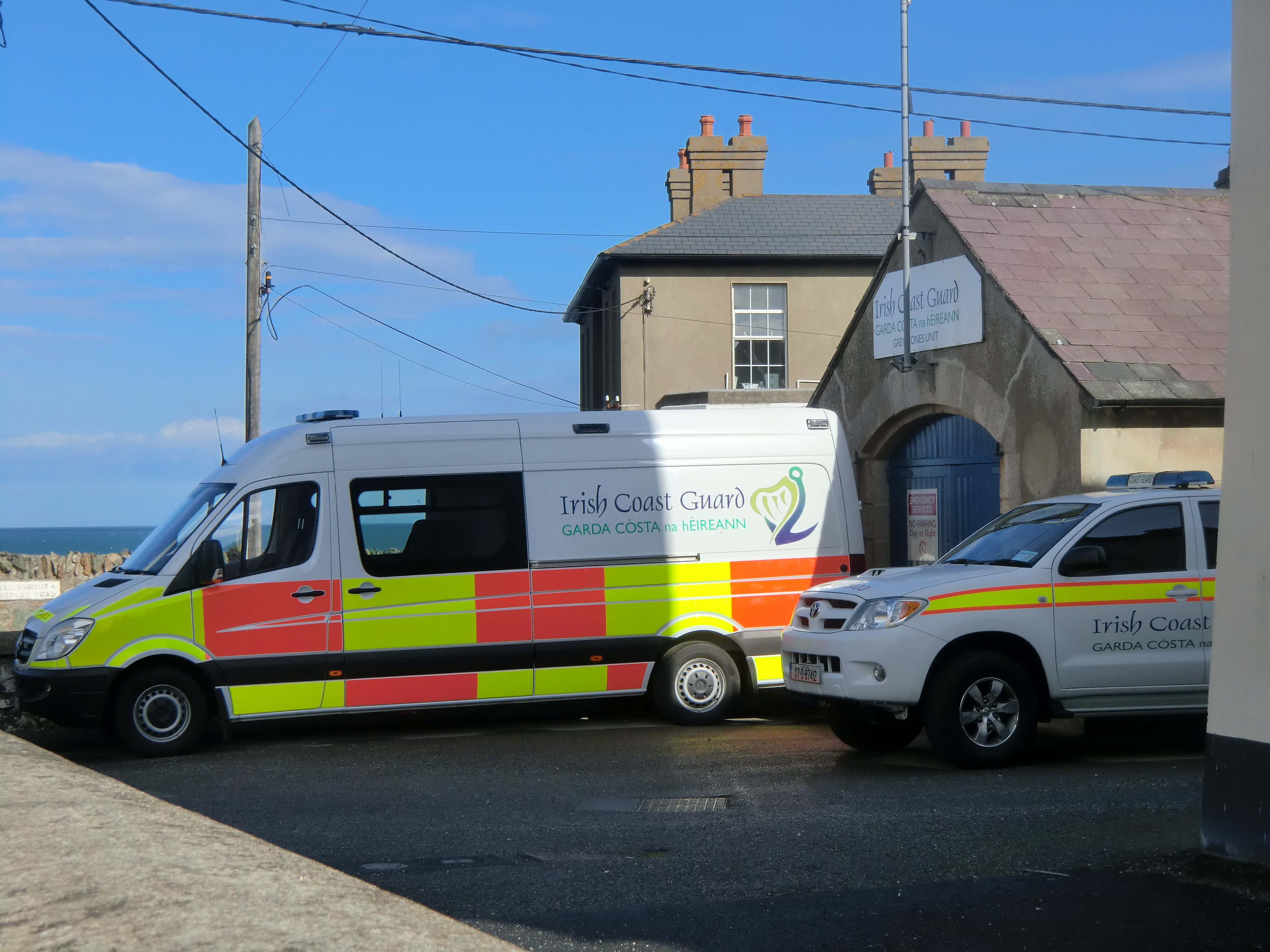
Véhicules et base de l'unité IRCG de Greystones.

Les Gardes côtes sont responsables de :
- Rechercher et sauver
- Réseau de communication maritime
- Sensibilisation à la sécurité maritime
- Lutte anti-pollution et sauvetage dans le milieu marin (le Centre de coordination de la surveillance et du sauvetage en mer (MRCC) de Dublin coordonne l’ensemble des mesures de lutte contre la pollution et le sauvetage dans la zone économique exclusive irlandaise (ZEE)).

Les Gardes côtes exercent leurs activités en tant que division du ministère des Transports relevant de la Direction de la sécurité maritime. Avec le Bureau de la marine marchande, la Direction de la sécurité maritime comprend deux sections principales, la Division de la sécurité maritime et de l'environnement marin (MSED) et le Bureau des levés maritimes (MSO) :
- La Division de la sécurité maritime et de l’environnement marin est responsable de la politique de sécurité maritime (politique de sécurité non armée ou nationale, qui relève exclusivement du ministère de la Défense), de la législation (y compris la sécurité des loisirs), des aides à la navigation, de la gouvernance d’entreprise des Commissaires de l'Irish Lights et de la protection de l'environnement marin.
- Le Marine Survey Office s'occupe de l'inspection, de l'arpentage, de la certification et de la licence des navires et de leurs équipements radio; l'examen et la certification des compétences des gens de mer; application des normes par le biais d'audits de l'organisation et des installations et de poursuites pour non-respect de la réglementation. Le Bureau des levés maritimes comprend également l’unité des affaires de la radio maritime (MRAU).

Contrairement aux modèles de garde-côtes de certains pays, en Irlande, il ne fait pas partie des forces de défense irlandaises. Il fait toutefois appel à leur aide en utilisant les moyens de l'armée de l'air et de la marine. En outre, alors que dans certaines juridictions, les garde-côtes sont responsables des pêcheries, en Irlande, celles-ci sont confiées à l'Irish Air Corps et au Service de la marine irlandais et des patrouilles de contrebande de drogues à l'Irish Air Corps, aux Douanes, à Gardaí et au Service de la marine (Cependant, tous les services gouvernementaux mentionnés ci-dessus peuvent à tout moment se demander mutuellement de l'aide en cas de besoin).

### Membres
Les garde-côtes irlandais sont une agence civile, leurs membres ne font pas partie des forces de défense. Ils ne sont donc pas autorisés à porter des armes de tout type et n'ont aucune obligation de sécurité ou de défense vis-à-vis de la police ou de la défense nationale.
Le personnel de la Garde côtière comprend des employés rémunérés à temps plein et des bénévoles non rémunérés.
Tous les membres des garde-côtes irlandais ne disposent pas de pouvoirs en matière d'exécution, à l'exception de certains officiers mandatés. [réf. nécessaire]

## Équipement

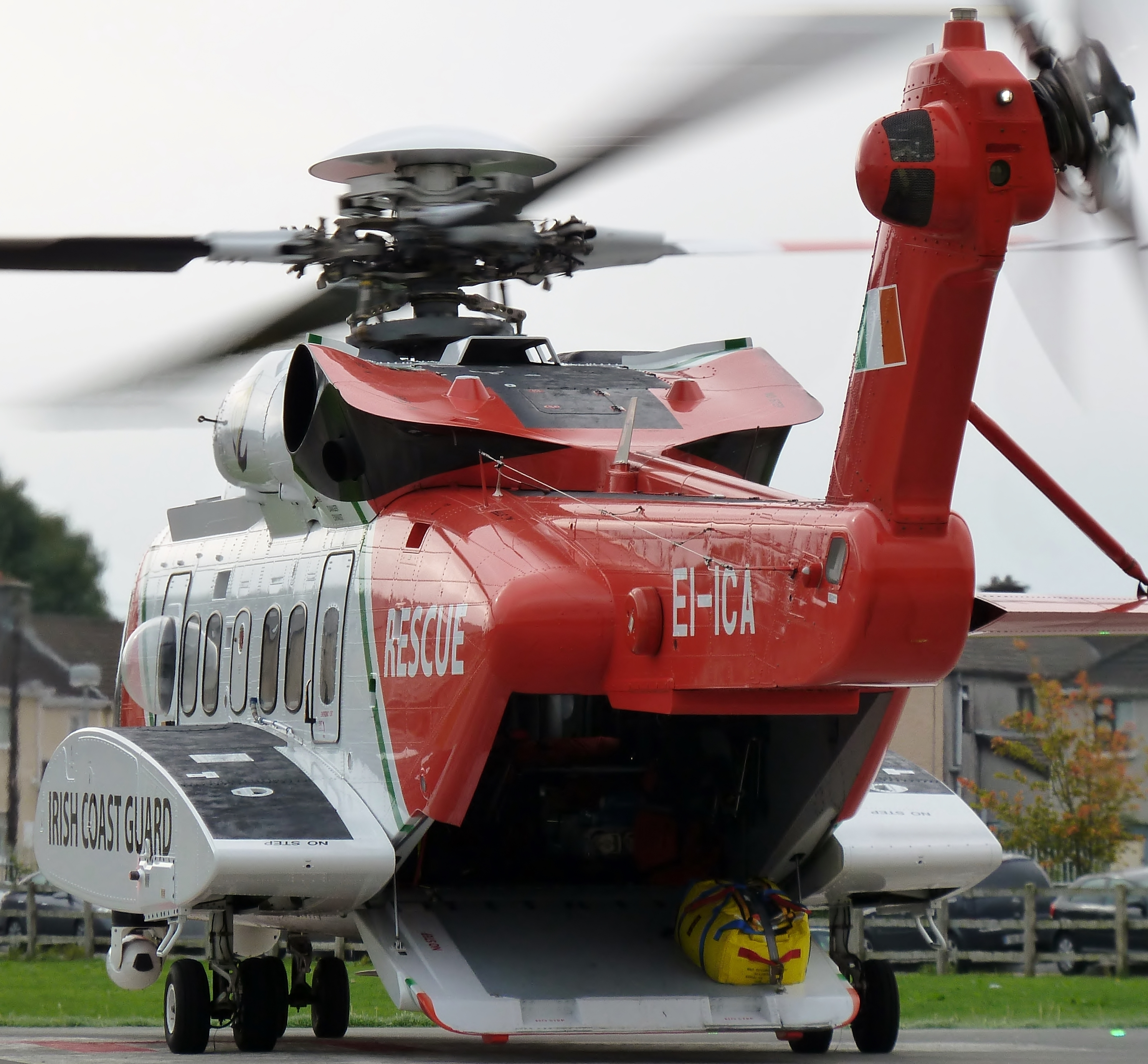
Sikorsky S92 (RESCUE118, EI-ICA) de l'IRCG à l'UCH Galway en 2013

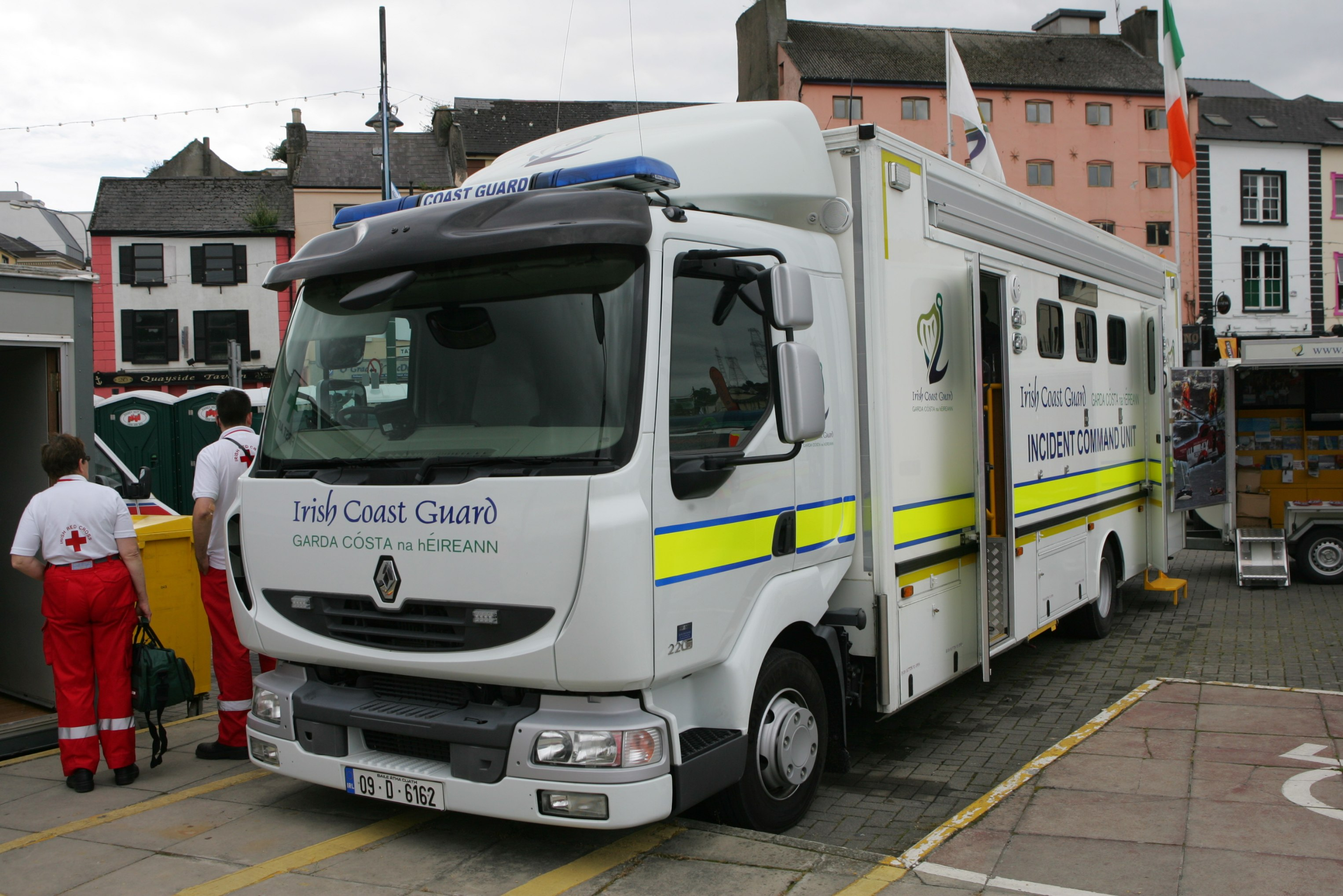
Unité mobile de contrôle des incidents IRCG

L'Irish Coast Guard (IRCG) exploite des bateaux de sauvetage, des bateaux pneumatiques semi- rigides et d’autres véhicules et équipements de recherche et sauvetage à partir de stations côtières en Irlande.
Le CICR exploite également un certain nombre d'hélicoptères Sikorsky de recherche et de sauvetage sous-traités à partir de bases situées à Dublin (RESCUE116), Waterford (RESCUE117), Shannon (RESCUE115) et Sligo (RESCUE118). Ces hélicoptères sont sous- traités à CHC Helicopter - un contrat controversé coûte 50 millions d’euros par an à l’État. Un contrat SAR similaire impliquant CHC a été annulé au Royaume-Uni en 2012 à la suite de prétendues «irrégularités». Dans le cadre du contrat de 500 millions d'euros, à compter de 2010, une ancienne flotte d'hélicoptères Sikorsky S-61N a été remplacée par cinq nouveaux hélicoptères Sikorsky S-92,. L'un des nouveaux hélicoptères S-92 est situé dans chacune des quatre bases IRCG, avec un avion de remplacement disponible en rotation entre les bases.
Le premier hélicoptère opérationnel S-92 a été livré à la Garde côtière irlandaise en janvier 2012 et a reçu l'enregistrement EI-ICG. Après une période de formation et de reconversion (type S-61N), cet hélicoptère a reçu l'indicatif d'appel RESCUE115 et a remplacé le S-61N qui était auparavant basé à Shannon.
Les cinq E-92 ont reçu les enregistrements EI-ICG, EI-ICU, EI-ICA, EI-ICR, EI-ICD - la dernière lettre de chaque enregistrement indiquant "GUARD". À la fin de 2016, les appareils S-92 étaient déployés comme suit: Indicatif Rescue 118 opérant à partir de Sligo, Rescue 117 opérant à Waterford,, Rescue 115 opérant à partir de Shannon,, et Rescue 116 opérant à partir de Dublin. Les 5 avions tournent entre les quatre équipes de secours, avec un avion de rechange. Si EI-ICG a été livré «d'origine» par Sikorsky aux États-Unis les autres appareils S-92 étaient d'anciens équipements des garde-côtes britanniques.
Après le crash de EI-ICR en 2017 (Rescue 116), un nouveau remplaçant du S-92 a été acheté par CHC d'Australie et enregistré comme EI-ICS.

## Incidents
- En septembre 2016, une volontaire de la Garde côtière, Caitriona Lucas, meurt lors d'une mission de sauvetage / récupération dans le comté de Clare[19].
- En mars 2017, RESCUE116 (EI-ICR, Banríon na farraige, un hélicoptère S-92 assurant la couverture d'un autre hélicoptère des garde-côtes)[20] s'est écrasé au large des côtes du comté de Mayo. La capitaine Dara Fitzpatrick a été retrouvée dans l'eau le 14 mars vers 7 heures du matin, dans un état critique et transférée à l'hôpital universitaire de Mayo, où elle a été déclarée morte. Le corps du pilote en chef Mark Duffy a été retrouvé dans l'épave le 26 mars. L'équipage du treuil Paul Ormsby et Ciarán Smith sont toujours portés disparus[21].